# NGC 6002
NGC 6002 é uma estrela na direção da constelação de Corona Borealis. O objeto foi descoberto pelo astrônomo Lawrence Parsons em 1873, usando um telescópio refletor com abertura de 72 polegadas. 